# پیتر دوبوفسکی
پیتر دوبوفسکی (انگلیسی: Peter Dubovský؛ ۷ مهٔ ۱۹۷۲ – ۲۳ ژوئن ۲۰۰۰) بازیکن فوتبال اهل اسلواکی بود که در پست مهاجم بازی می‌کرد.
وی همچنین در تیم‌های ملی فوتبال چکسلواکی و اسلواکی بازی کرده‌است.